# Antonio Tarver
Antonio Deon Tarver (Orlando, 21 novembre 1968) è un ex pugile statunitense.
Soprannominato Magic Man, è stato campione WBC, IBF, WBA e IBO dei massimileggeri. È stato inoltre il primo pugile a sconfiggere Roy Jones Jr. tramite KO.

## Carriera
Tarver ha fatto il suo debutto da professionista a 28 anni, il 18 febbraio 1997, sconfiggendo Joaquin Garcia per KO al leggendario "Blue Horizon" di Filadelfia. Ispirato dalle gesta del connazionale Roy Jones Jr. alle Olimpiadi di Seoul nel 1988, il giovane Antonio ha deciso anch'egli di intraprendere la carriera da pugile.
Tarver ha vinto tutti i suoi primi 16 incontri (8 dei quali terminati per KO), prima di alzare il livello della competizione. Dopo aver disputato la maggior parte dei suoi primi 16 match in Florida o al Blue Horizon, Tarver ha deciso di affrontare il veterano Rocky Gannon a Chester (Virginia Occidentale), il 30 agosto 1998. Antonio è riuscito a sbaragliare l'avversario con un KO al 2º round.
Il 29 febbraio 2000, a Las Vegas, il Magic Man ha affrontato Ernest Mateen, che in precedenza aveva affrontato senza successo James Toney. Il match è terminato subito, alla 1ª ripresa per KO di Mateen. In seguito, sempre nel 2000, Tarver ha subito la sua prima sconfitta da pro, dopo essere atterrato all'11º round da Eric Harding che infine lo ha sconfitto per verdetto unanime.
Tuttavia è riuscito a vincere i 6 match successivi, incluso un successo sullo stesso Harding nella loro rivincita.

## Filmografia
Nel 2006, quando era primo nel ranking mondiale dei pesi massimi-leggeri, ha partecipato al film Rocky Balboa, diretto ed interpretato da Sylvester Stallone.